# Афганські лицарі
Афганські лицарі (англ. Afghan Knights) — фільм 2007 року.

## Сюжет
Група солдат проводить операцію з переправлення людини через кордон Афганістану і Пакистану. Але в ретельно спланованій операції все йде не так, як замислювалося спочатку. Один з членів групи, який рік тому втратив в Афганістані свого брата, починає бачити дивні сни. В результаті цього група відхиляється від наміченого маршруту і потрапляє в якесь дивне місце. Ситуація ускладнюється ще й тим, що талібам стає відомо про цю операцію.

## У ролях
| Актор              | Роль     |
| ------------------ | -------- |
| Стів Бачич         | Пеппер   |
| Майкл Медсен       | Купер    |
| Колін Лоуренс      | Джей Ті  |
| Стівен Крі Молісон | Рік      |
| Кріс Крамер        | Джонатан |
| Піт Антико         | Джої     |
| Вінс Мурдокко      | Френк    |
| Франческо Квінн    | Амад     |
| Гері Стретч        | Неш      |
| Меріам Гаені       | Соройа   |